# Leonard Lodewijk De Bo
Leonard Lodewijk De Bo   (Beveren-Leie, 27 de setembre de 1826 - Poperinge, 25 d'agost de 1885) va ser un capellà, professor i lingüista belga. Juntament amb Guido Gezelle (1830 - 1899), va ser un dels defensors del particularisme lingüístic del flamenc occidental. Se'l recorda principalment per la seva recerca lingüística i dialectal, amb el seu diccionari del flamenc occidental Westvlaamsch Idioticon (1870 - 1873) com la seva obra mestra. Hi va inventariar uns 25.000 mots i refranys de Flandes Occidental.
Al Gran Seminari de Bruges va fer-se amic de Guido Gezelle amb qui va compartir l'interès per a la llengua i la protecció del vocabulari, en una època en la qual el neerlandès era amenaçat a Bèlgica per la voluntat política de crear un estat monolingüe francès, inspirat pel model seguit a França.
| «                                                                         | Sovint s'ha dit que la llengua flamenca té dos grans enemics, un per destruir-la i un altre per corrompre-la. El primer és la influència del francès, al qual propendim, per relació quotidiana, per interessos materials, per moda o necessitat […], i el segon és la influència de l'alemany, que canvia gradualment la naturalesa del neerlandès dels Països Baixos | » |
| — Lodewijk De Bo, Introducció al Westvlaamsch Idioticon (1870), pàgina IX | |   |

L'herboristeria era una altra de les seves passions i va publicar regularment articles a les revistes Rond den Heerd i Loquela. Pòstumament, el 1888, Joseph Samyn va editar aquesta col·lecció d'articles sobre plantes, herbes i flors sota el títol Deken De Bo's Kruidwoordenboek (en català, Diccionari herborista del degà De Bo).
També va publicar poemes i reculls de refranys populars.